# Calaxius carneyi
Calaxius carneyi is een tienpotigensoort uit de familie van de Axiidae. De wetenschappelijke naam van de soort is voor het eerst geldig gepubliceerd in 2004 door Felder & Kensley.